# Laudun-l'Ardoise
Laudun-l'Ardoise è un comune francese di 5 737 abitanti situato nel dipartimento del Gard, nella regione dell'Occitania.

## Società

### Evoluzione demografica
Abitanti censiti